# Крутеньке (заповідне урочище)
Круте́ньке — заповідне урочище місцевого значення в Україні. Об'єкт розташований на території Голованівського району Кіровоградської області, на північний захід від села Крутеньке. 
Площа 32 га. Статус присвоєно згідно з рішенням Кіровоградської обласної ради № 198 від 17.11.2000 року. Перебуває у віданні ДП «Голованівський лісгосп» (Голованівське лісництво, кв. 75, вид. 1-2). 
Статус присвоєно для збереження частини лісового масиву з переважно грабовими насадженнями. Водяться рідкісні види комах.